# Dzietrzychowo
Dzietrzychowo (deutsch Dietrichsdorf) ist ein Ort im Norden der polnischen Woiwodschaft Ermland-Masuren. Er gehört zur Stadt-und-Land-Gemeinde (Gmina) Sępopol (Schippenbeil) im Nordosten des Powiat Bartoszycki (Kreis Bartenstein).

## Geographie
Dzietrzychowo liegt vier Kilometer südlich der polnisch-russischen Staatsgrenze an einer Nebenstraße, die von Sępopol (Schippenbeil) über Miedna (Honigbaum) bis nach Gierkiny (Gerkiehnen) führt und bis 1945 weiter bis zur heute russischen Fernstraße 27A-083 (ex A 196, ehemalige deutsche Reichsstraße 131) unweit von Gerdauen (russisch: Schelesnodoroschny) verlief. Außerdem besteht eine Straßenverbindung zum Nachbarort Lwowiec (Löwenstein). Dzietrzychowo hat keinen Bahnanschluss.

## Geschichte
Das frühere Dietrichsdorf erhielt im Jahr 1361 die Handfeste für den Namensgeber Dietrich, einen Enkel des Sudauerfürsten Skomand. Dietrich Skomantin von Steinen tauschte 1366 das Gut des Großvaters in Steynio im Kreis Preußisch Eylau gegen dieses im Kreis Gerdauen.
Dietrichsdorf war eine der vier Landgemeinden und zwei Gutsbezirke, die am 9. April 1874 den neu errichteten Amtsbezirk Woninkeim (heute polnisch: Wanikajmy) bildeten. Er gehörte zum Landkreis Gerdauen im Regierungsbezirk Königsberg in der preußischen Provinz Ostpreußen. Im Jahr 1910 hatte Dietrichsdorf 315 Einwohner.
Am 6. März 1932 wurde der Amtsbezirk Woninkeim in Amtsbezirk Dietrichsdorf umbenannt, gehörte jedoch weiterhin bis 1945 zum Landkreis Gerdauen. In dem neu gebildeten Amtsdorf und seinen beiden Ortsteilen Theresenthal (heute polnisch: Dobroty) und Mamlak (Majmławki) lebten 1933 312 und 1939 280 Menschen. Zu seinem Amtsbezirk gehörten bis 1945 die Gemeinden Dietrichsdorf, Gerkiehnen (polnisch: Gierkiny) und Schmodehnen (Smodajny).
Im Jahr 1945 kam Dietrichsdorf infolge des Zweiten Weltkrieges mit dem südlichen Ostpreußen zu Polen und erhielt die polnische Namensform Dzietrzychowo. Heute gehört der Ort zur Stadt- und Landgemeinde Sępopol (Schippenbeil) im Powiat Bartoszycki der Woiwodschaft Ermland-Masuren (1975–1998 Woiwodschaft Allenstein).

## Religionen

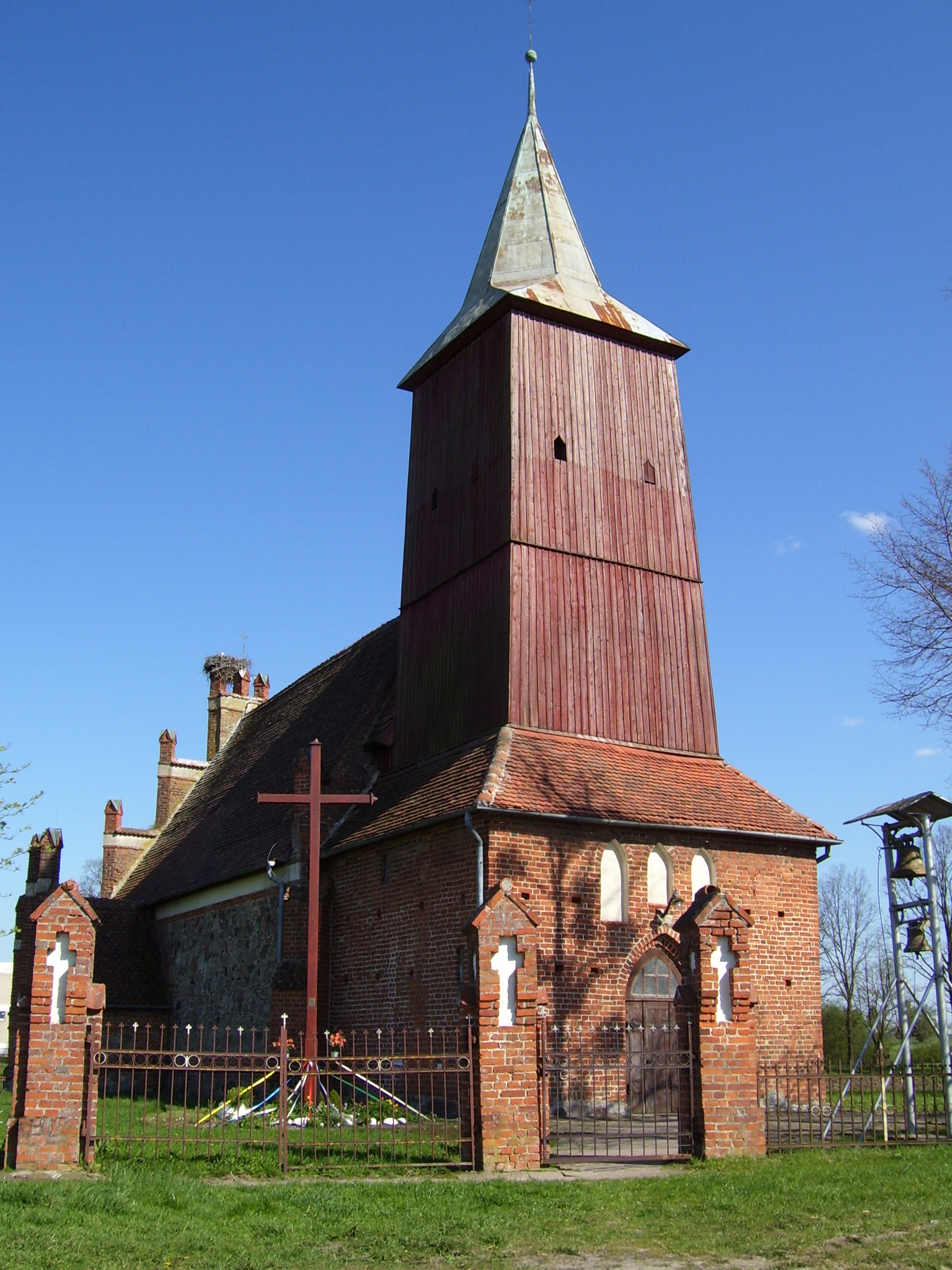
Marienkirche in Dzietrzychowo (Dietrichsdorf) im Jahre 2007

### Kirchengebäude
Die Marienkirche im heutigen Dzietrzychowo ist ein chorloser Feldsteinbau aus der zweiten Hälfte des 14. Jahrhunderts. Die Vorhalle im Süden stammt aus dem 17. Jahrhundert, während der hölzerne Oberbau des Turms im Jahr 1793 aufgesetzt wurde.
In den Jahren 1913 bis 1917 fanden umfangreiche Restaurierungsarbeiten statt, bei denen Wandmalereien freigelegt wurden. So war auf der Nordwand u. a. fast in Lebensgröße der Apostel Paulus abgebildet, und ein Zyklus lebensgroßer Apostel fand sich auf der Nord- und Südwand, wohl aus den Jahren 1420 bis 1430 stammend. Die Restaurierung damals leitete der Baumeister Fritz Heitmann aus Königsberg (heute russisch: Kaliningrad), und die Ausmalung nahm der Maler Olbers aus Hannover vor. Die Kirchenausstattung wurde nach 1945 erneuert.

### Kirchengemeinde
Bereits in vorreformatorischer Zeit war Dietrichsdorf ein Kirchort mit Sitz eines Pfarramtes. Erst nach Einführung der Reformation wurde es 1554 mit Löwenstein (polnisch: Lwowiec) verbunden und gehörte über Jahrhunderte zur Inspektion Rastenburg (Kętrzyn). Im Jahr 1773 wurde Dietrichsdorf mit Laggarben (Garbno) verbunden und war bis 1945 eine Filialkirche zur dortigen Pfarrkirche. Die Pfarrei Laggarben-Dietrichsdorf gehörte bis 1945 zum Kirchenkreis Gerdauen (heute russisch: Schelesnodoroschny) in der Kirchenprovinz Ostpreußen der Evangelischen Kirche der Altpreußischen Union.
Heute lebt eine mehrheitlich katholische Bevölkerung in Dzietrzychowo. Der Ort gehört heute als Filialgemeinde zur Pfarrei Lwowiec (Löwenstein) im Dekanat Sępopol (Schippenbeil) im Erzbistum Ermland der Katholischen Kirche in Polen. Die Kirche trägt jetzt den polnischen Namen Kościół pw. Matki Boskiej Wspomożenia Wiernych.
Hier lebende evangelische Kirchenglieder gehören jetzt zur Kirche in Bartoszyce (Bartenstein), die Filialkirche zur Pfarrei in Kętrzyn (Rastenburg) ist und zur Diözese Masuren der Evangelisch-Augsburgischen Kirche in Polen gehört.

## Schule
Bis 1945 bestand in Dietrichsdorf eine einklassige Volksschule. Heute hat der Ort eine Grundschule, die 2010 von 61 Schülern besucht wurde.